# 626 (numero)
Seicentoventisei (626) è il numero naturale dopo il 625 e prima del 627.

## Proprietà matematiche
- È un numero pari.
- È un numero composto con 4 divisori: 1, 2, 313, 626. Poiché la somma dei suoi divisori (escluso il numero stesso) è 317 < 626 è un numero difettivo.
- È un numero semiprimo.
- È un numero palindromo nel sistema di numerazione posizionale a base 5 (10001) e base 25 (101), nel sistema numerico decimale e nel sistema numerico esadecimale.
- È parte delle terne pitagoriche (50, 624, 626), (626, 97968, 97970).
- È un numero intoccabile.
- È un numero nontotiente (per cui la equazione φ(x) = n non ha soluzione).
- È un numero colombiano nel sistema numerico decimale.

## Astronomia
- 626 Notburga è un asteroide della fascia principale del sistema solare.
- NGC 626 è una galassia spirale della costellazione dello Scultore.

## Astronautica
- Cosmos 626 è un satellite artificiale russo.